# Peanuts Gallery
Peanuts Gallery, composto nel 1997 da Ellen Taaffe Zwilich è un concerto per pianoforte ispirato dai personaggi del fumetto Peanuts di Charles M. Schulz, amico della compositrice. Fu commissionato per l'Orpheus Chamber Orchestra dalla Carnegie Hall Corporation ed eseguito per la prima volta dal pianista Albert Kim insieme all'Orpheus Chamber Orchestra alla Carnegie Hall il 22 marzo 1997.
Ellen Taaffe Zwilich ha dedicato il pezzo a Charles M. Schulz "nella speranza che gli dia una piccola porzione del piacere che i suoi personaggi dei Peanuts ha dato a tutti noi".

## Storia della composizione
Schulz venne a conoscenza per la prima volta di Ellen Taaffe Zwilich attraverso un suo profilo scritto su The MacNeil/Lehrer NewsHour nel luglio del 1990. In una striscia dei Peanuts dello stesso anno, Peppermint Patty e Marcie sono a teatro per vedere un concerto per flauto, che viene definito da Marcie di Ellen Taaffe Zwilich. La compositrice ha poi contattato Schulz per ringraziarlo e i due sono diventati amici. In questo modo, quando la Carnegie Hall chiese a Zwilich di scrivere un brano di musica per bambini, lei propose a Schulz di comporre un'opera basata sui personaggi dei Peanuts; questa proposta venne accettata con entusiasmo dal fumettista.
Il 16 marzo 1997, sei giorni prima della prima mondiale, Schulz fece nuovamente riferimento a Zwilich in una striscia dei Peanuts che celebrava la composizione. In quel fumetto, Schroeder parla a Lucy della nuova composizione, dicendo «ci siamo tutti» nominando tutti i movimenti; osservando una copia della partitura, Lucy risponde semplicemente: «La mia parte dovrebbe essere più lunga».

## Struttura
Il concerto ha una durata di circa 13 minuti ed il suo organico è formato da: un flauto, due oboi, due clarinetti, due fagotti, due corni, percussioni, archi e pianoforte solo. Ogni movimento è ispirato a un personaggio dei Peanuts :
1. Schroeder's Beethoven Fantasy
2. Lullaby for Linus
3. Snoopy Does the Samba
4. Charlie Brown's Lament
5. Lucy Freaks Out
6. Peppermint Patty and Marcie Lead the Parade

Una registrazione del concerto, eseguito da Jeffrey Biegel e dalla Florida State University Symphony Orchestra, diretta da Alexander Jiménez, è stata pubblicata insieme a Images e Millennium Fantasy di Zwilich dalla Naxos Records nel settembre del 2010